# 富田等平
富田 等平（とみた とうへい、1871年4月8日（明治4年3月8日） - （昭和20年）1945年6月2日）は、日本の政治家。衆議院議員（2期）。

## 経歴
長崎県出身。旧制長崎県立長崎中学校に学ぶ。酒造業を営み、佐世保村議、佐世保市議、同参事会員、同副議長、同議長、長崎県議、同参事会員、所得税調査委員となる。早岐銀行監査役、佐世保貯蓄銀行常務取締役、佐世保銀行、親和銀行各頭取、長崎県酒造組合連合会会長、佐世保商工会議所会頭などを務める。
1927年長崎2区(小選挙区制)選出の富田愿之助死去による補欠選挙で政友本党公認で立候補して当選した。翌1928年の第17回衆議院議員総選挙には出馬しなかった。1936年の第19回衆議院議員総選挙において長崎2区(当時)から立憲民政党公認で立候補して当選。1937年の第20回衆議院議員総選挙には出馬しなかった。1945年死去。